# Jacques Mapes
Jacques Mapes, souvent crédité Jacque Mapes, né le 14 juin 1913 et mort le 4 mai 2002 à Beverly Hills, est un décorateur et producteur de cinéma américain.

## Biographie
Jacques Mapes grandit à Hollywood. Il commence sa carrière comme décorateur sur le tournage du Bossu de Notre-Dame en 1939.
Pendant la Seconde guerre mondiale, il sert dans la marine américaine.
À son retour de la guerre, il est chargé des décors de plusieurs films dont Délicieusement dangereuse et Ce bon vieux Sam, où il devient ami d'Ann Sheridan. Elle lui présente Ross Hunter, qui devient son compagnon,. À la fin des années 1940, ils produisent ensemble des pièces de théâtre à Los Angeles. Ils produisent ensemble le film Take Me to Town qui faît connaître le couple. Ensemble, ils produisent plusieurs films dont Millie en 1967 et Airport, qui reçoivent 16 Oscars à eux deux. Seul, en 1967, il produit le film Rosie! (en).
Jacques Mapes est directeur artistique chargé des décors de Chantons sous la pluie. Au cours du tournage, il trouve des décors originaux du film La Chair et le Diable qu'il réutilise dans le tournage du film.
En 1978, Hunter et lui produisent l'épisode de télévision A Family Upside Down (en), pour lequel Fred Astaire reçoit un Emmy.
Il meurt de causes naturelles en 2002 a Beverly Hills aux États-Unis, à 88 ans,.

## Militant contre le sida
Il milite contre le Syndrome d'immunodéficience acquise, en finançant surtout les spectacles de l'association Southland Theatre Artists Goodwill Event shows, qui servent de levée de fonds pour différentes associations dont AIDS Service Center et l'AIDS Healthcare Foundation.

## Filmographie

### Décorateur
- 1951 : Le peuple accuse O'Hara
- 1951 : Femme en péril
- 1949 : Impact
- 1948 : Tous les maris mentent
- 1948 : Good Sam

### Producteur
- 1979 : The Best Place to Be
- 1975 : The Lives of Jenny Dolan
- 1973 : Les Horizons perdus
- 1970 : Airport
- 1967 : Rosie !
- 1967 : Thoroughly Modern Millie